# 9-Euro-Ticket

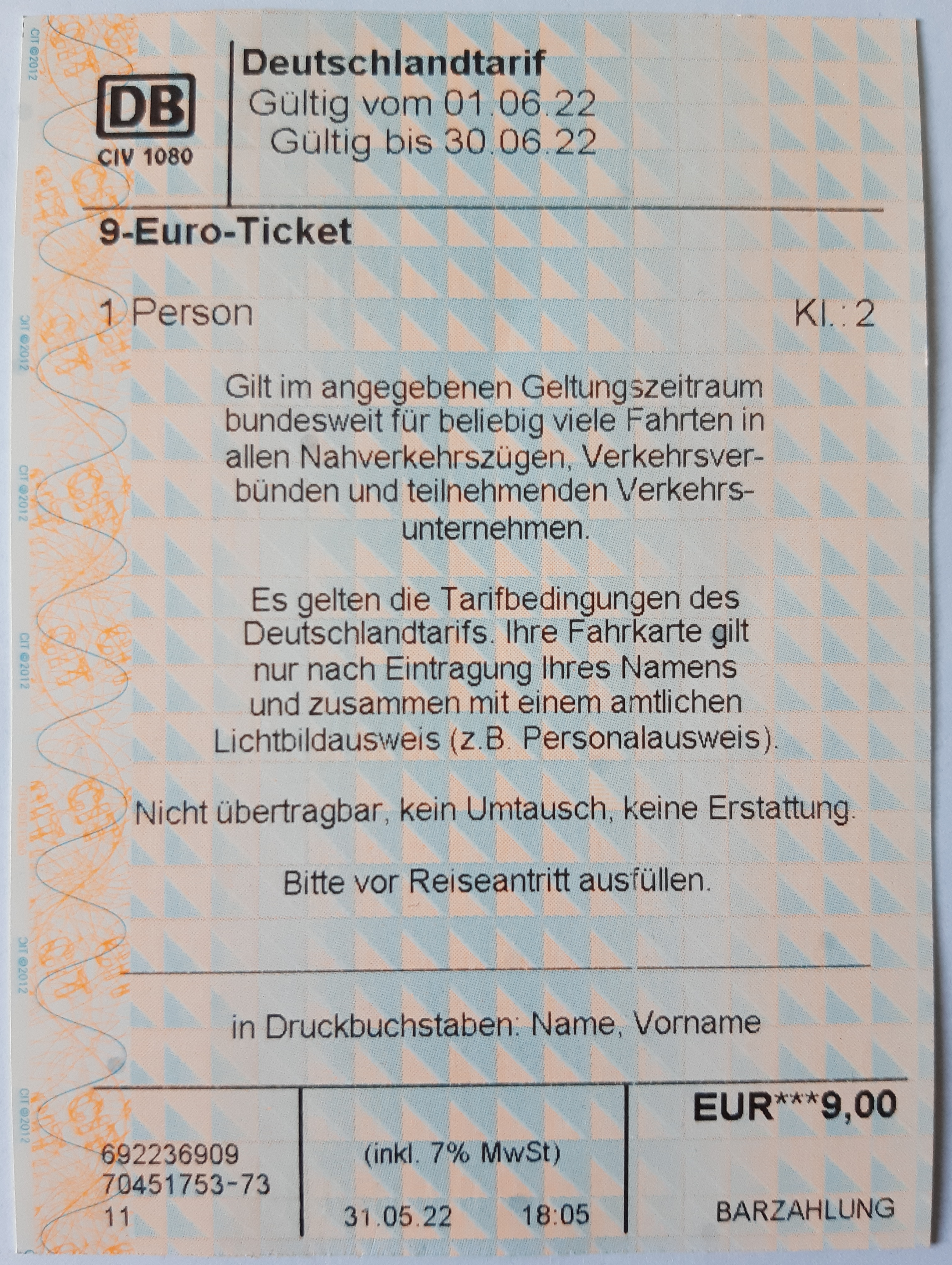
9-Euro-Ticket, červen 2022

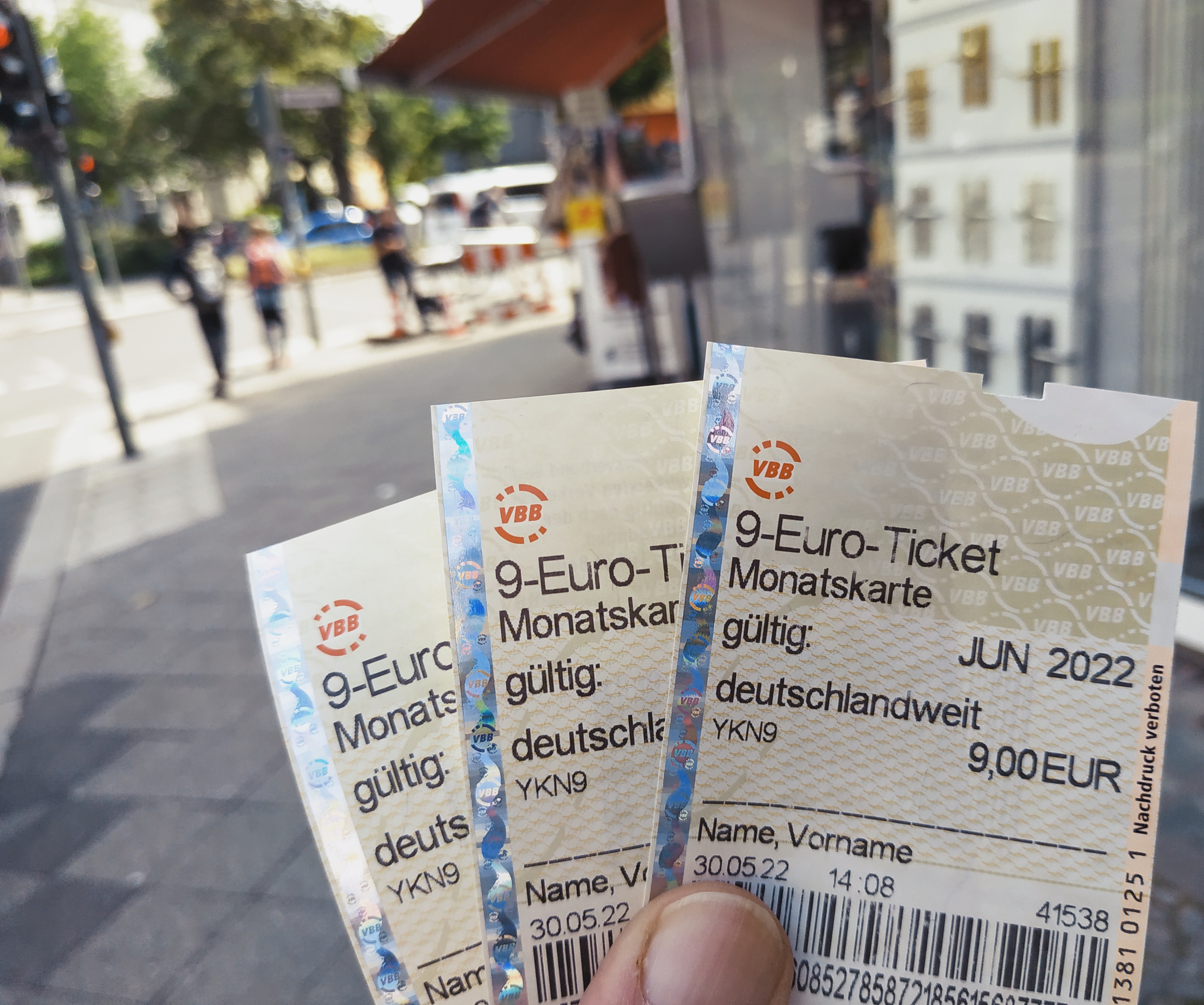
9-Euro-Tickety, které vydával Verkehrsverbund Berlin-Brandenburg.

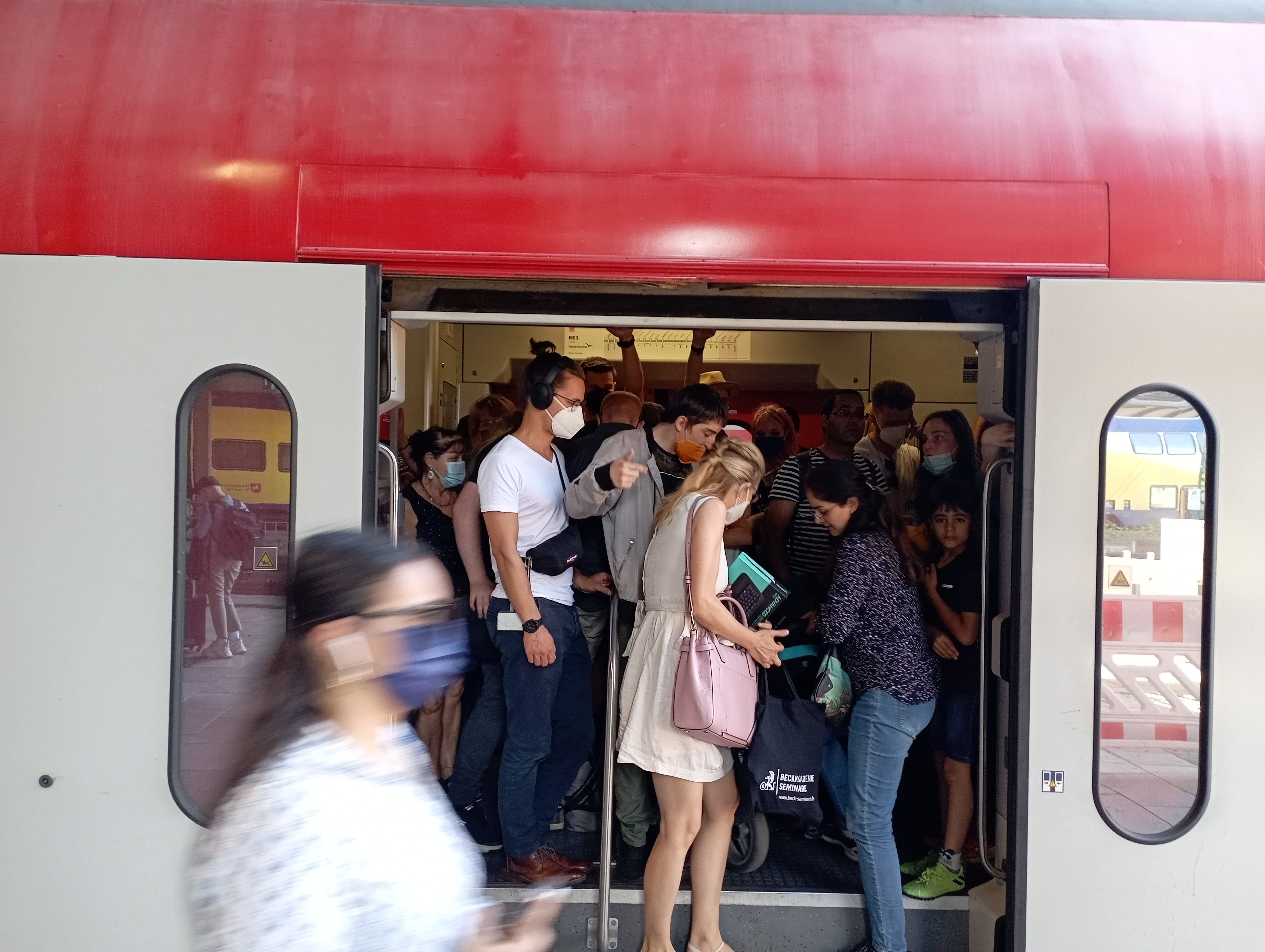
Plný vlak v Hamburku během kampaně 9-Euro-Ticket, 10. srpna 2022

9-Euro-Ticket (česky Jízdenka za 9 eur) byla speciální měsíční jízdenka pro veřejnou dopravu v Německu. Platila jeden kalendářní měsíc a bylo možné ji využít od 1. června do 31. srpna 2022. Jízdenka s celostátní platností stála 9 eur (tehdy zhruba 225 korun), a byla tedy výrazně levnější než běžné permanentky. Sloužila jako úleva pro dojíždějící, ale měla také přitáhnout nové skupiny zákazníků k veřejné dopravě. Tato jízdenka byla od 1. května 2023 nahrazena jízdenkou Deutschlandticket v ceně 49 euro, jejíž cena byla od 1. ledna 2025 zvýšena na 58 euro.
Jízdenku 9-Euro-Ticket bylo možné koupit u zúčastněných dopravních společností. Prodávala se přednostně online, případně také v automatech a na přepážkách. Držitele opravňovala využívat druhou třídu místní hromadné dopravy po celém Německu. Neplatila však pro dálkové autobusy a rychlíky. Bez ohledu na den nákupu platila devítieurová jízdenka do konce kalendářního měsíce. Jízdenka platila pro jednu osobu, přeprava jízdních kol a psů probíhala v souladu s místními předpisy příslušného dopravce a mohlo být nutné za tyto služby zaplatit zvlášť. Muselo na ní být čitelně uvedeno jméno cestujícího.
Federální vláda odhadla ztrátu příjmů dopravců následkem této zvýhodněné nabídky na 2,5 miliardy eur, a tuto ztrátu dopravcům kompenzovala. Zavedení Jízdenky za 9 euro si vyžádalo novelu zákona, kterou Spolkový sněm schválil 19. května 2022 proti hlasům CDU/CSU a AfD. Spolková rada změnu zákona odhlasovala 20. května 2022.

## V jiných státech
Podobné jízenky zavedly i další státy:
- Portugalsko – měsíční jízdenka, v roce 2024 v ceně 20 eur[4]
- Rakousko – roční jízdenka, v roce 2024 za 1 095 eur, pro cestující do 18 let zdarma[5]
- Lucembursko – zvláštní případ; od roku 2020 je veřejná doprava v Lucembursku zdarma[6]